# John R. Block
Ne doit pas être confondu avec John Block.
Pour les articles homonymes, voir Block.
John Rusling Block, né le 31 août 1935 à Galesburg (Illinois), est un homme politique américain. Membre du Parti républicain, il est secrétaire à l'Agriculture entre 1981 et 1986 dans l'administration du président Ronald Reagan.